# 也門宗教
| 葉門宗教                     | 葉門宗教                     | 葉門宗教 | 葉門宗教 | 葉門宗教 |
| ---------------------------- | ---------------------------- | -------- | -------- | -------- |
|                              |                              |          |          |          |
| 遜尼派伊斯蘭教               | 遜尼派伊斯蘭教               |          | 49%      | 49%      |
| 宰德派（什葉派）伊斯蘭教     | 宰德派（什葉派）伊斯蘭教     |          | 49%      | 49%      |
| 伊斯瑪儀派（什葉派）伊斯蘭教 | 伊斯瑪儀派（什葉派）伊斯蘭教 |          | 1.51%    | 1.51%    |
| 薩拉菲運動                   | 薩拉菲運動                   |          | 0.03%    | 0.03%    |
| 其他宗教                     | 其他宗教                     |          | 0.01%    | 0.01%    |

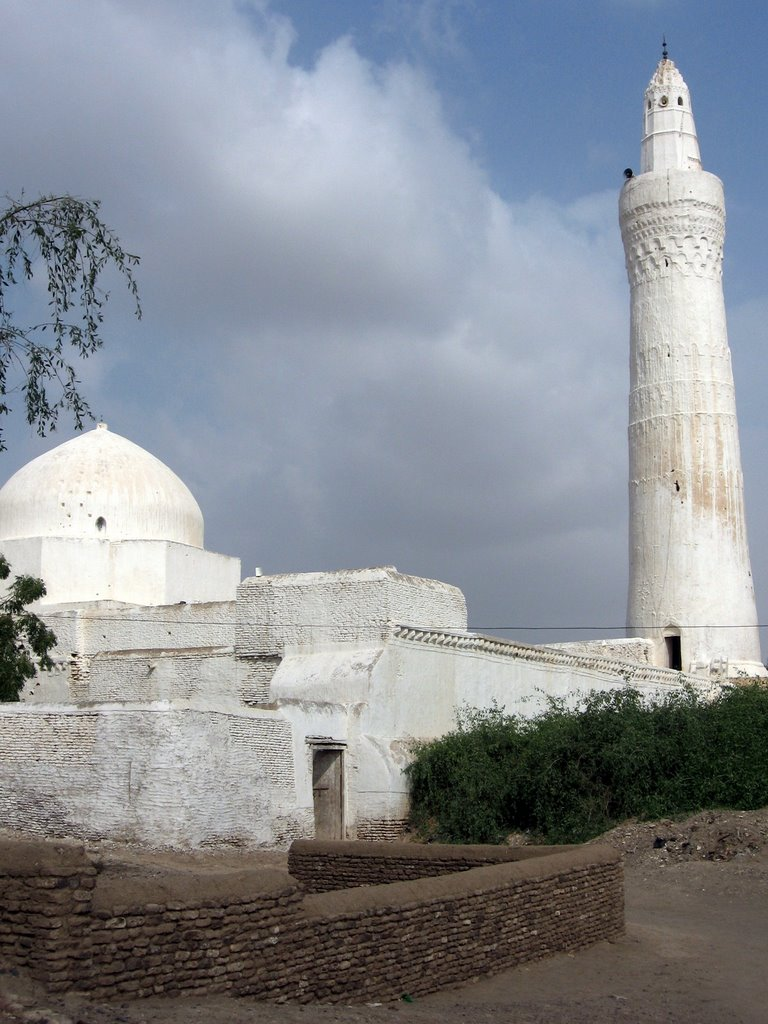
Zabid Al-Asha'ir清真寺

葉門的官方宗教是伊斯蘭教，大部分葉門公民是穆斯林，約有45—55％屬於遜尼派的沙斐仪派，45—55％屬於什葉派的宰德派。除了穆斯林外，葉門也有大約有三千名基督徒和五十名猶太人。

## 少數宗教
猶太教是葉門最古老的亞伯拉罕諸教，但幾乎所有的葉門猶太人都已經移居國外或回到以色列了。截至2008年，葉門北部存在不到400名猶太人，主要是在阿姆蘭省。該省至少有一個運作的猶太會堂。截至2014年，也門只剩下不到200名猶太人。葉門全國有3000名基督徒，其中大部分是難民或外籍人士。亞丁有四座基督教堂，其中三座屬於天主教會，另一座屬於聖公會。衣索比亞正統台瓦西多教會在沙那、亞丁和其他城市也有崇拜活動。大約有1000名基督徒和大多數猶太人都會定期參加宗教崇拜。

### 傳教服務
基督教傳教士和傳教團附屬的非政府組織在該國運作；大多數將其活動限於提供醫療服務；其他則從事教學和社會服務工作。儘管葉門缺乏宗教信仰自由，2015年估計約有400名的基督徒是由伊斯蘭教改教，但不是所有人都是也門公民。

## 宗教自由
葉門憲法和其他法律都沒有保護宗教自由。該國憲法規定伊斯蘭教為國教，而伊斯蘭教法是所有立法的來源。伊斯蘭教以外的宗教團體信徒可以根據自己的信仰自由地崇拜，但是葉門政府禁止對穆斯林改教。儘管宗教團體之間的關係繼續為宗教自由做出貢獻，但也有一些報告指出，宗教信仰或習俗造成的社會侵犯和歧視，特別是與阿姆蘭省的宰德派穆斯林和猶太社群有關。據報告，阿姆蘭省的猶太居民遭受了一小群穆斯林的騷擾。薩達省持續未解決的局勢以及政府軍與叛亂分子之間日益增加的暴力事件導致政治，社群和宗教緊張局勢，這一事件與信奉伊斯蘭教宰德派的胡塞家族有關。公立學校提供伊斯蘭教宗教教育，但不提供其他宗教教育，雖然穆斯林公民可以上私立學校，但私校不會教授伊斯蘭教宗教教育。為了遏制學校宗教教育傳播宗教極端主義，葉門政府不允許在私立和公立學校教授除了正式批准宗教課程以外的任何宗教課程。由於葉門政府擔心無許可證照的宗教學校教授激進的宗教思想觀念，目前已經關閉了4500多所這種類型的機構，並解散在那裡學習的外國學生。

## 参見
- 葉門伊斯蘭教
- 葉門猶太人
- 葉門基督教（英语：Christianity in Yemen）